# Ero spinipes
Ero spinipes là một loài nhện trong họ Mimetidae.
Loài này thuộc chi Ero. Ero spinipes được miêu tả năm 1849 bởi Nicolet.